# Procés Kroll
El procés Kroll (en anglès: Kroll process) és un procediment industrial de la pirometal·lúrgia que es fa servir per produir titani metàl·lic. El va inventar William J. Kroll a Luxemburg l'any 1940. Després de traslladar-se als Estats Units, Kroll va continuar desenvolupant aquest mètode per a produir zirconi. El procés Kroll va desplaçar el procés Hunter per a gairebé tota la producció industrial.

## Procés
El rútil refinat (o ilmenita) de la mena es redueix amb coke derivat del petroli en un reactor fluiditzat a 1000 °C. Aleshores la mescla es tracta amb gas clor donant tetraclorur de titani TiCl₄ i altres clorurs volàtils, que a continuació se separen per destil·lació fraccionada contínua. En un reactor separat, el TiCl₄ es redueix mitjançant magnesi o sodi líquids a 800-850 °C en una retorta d'acer inoxidable per assegurar la reducció completa:
2Mg (l) + TiCl₄ (g) → 2MgCl₂ (l) + Ti (s) [T = 800-850 °C]